# Союз нефтегазопромышленников России
Сою́з нефтегазопромы́шленников Росси́и (СНП) — российская некоммерческая общественная организация, представляющая и защищающая корпоративные интересы нефтегазового комплекса в органах исполнительной и законодательной власти внутри России и за рубежом.
До 1995 года носил название «Российский союз нефтепромышленников».

## Назначение
Союз нефтегазопромышленников России сотрудничает с Правительством Российской Федерации, Федеральным Собранием РФ,  торгово-промышленной палатой РФ, представительными органами власти субъектов РФ. СНП развивает деловые связи с ОПЕК, Группой независимых производителей нефти (ИПЕК), Европейской экономической комиссией (ЕЭК). Для проведения экспертиз Союз нефтегазопромышленников России привлекает специалистов Института государства и права РАН, Института рынка РАН, Института внешних экономических связей Минэкономразвития РФ, Института нефти и газа РАН, Российского Государственного университета нефти и газа им. И.М.Губкина и др. При участии СНП учреждены 12 научно-технических, финансовых, промышленно-инвестиционных и общественных организаций, способствующих развитию топливного комплекса.

## История
«Союз нефтегазопромышленников России» был создан по инициативе руководителей 50 крупнейших нефтедобывающих предприятий России в феврале 1992 года. Среди них были руководители компаний Сургутнефтегаз, Роснефть, Томскнефть и другие.
В апреле 1993 года штаб-квартира СНП переносится[откуда?] в Москву.
В марте 1995 года в СНП, в качестве коллективного члена, вошло РАО «Газпром». После этого произошла реорганизация и смена названия.
Первым президентом СНП был депутат Государственной Думы двух созывов, потомственный нефтяник, выходец из Тюменской области Владимир Медведев.
В 2002 году председателем организации избран бывший министр энергетики Юрий Шафраник.
В 2006 году Союз нефтегазопромышленников России стал соучредителем Института энергетической стратегии.

## Структура
На сегодняшний день в состав «Союза нефтегазопромышленников России» входят более 150 предприятий нефтяной и газовой промышленности. Представлены компании, работающие в геологоразведке, нефтегазодобыче, транспортировке нефти и газа, нефтепереработке и нефтегазостроительстве. Среди них: ОАО «Газпром», ПАО «Транснефть», ОАО «Лукойл», ОАО «Сургутнефтегаз», ОАО «Башнефть», ОАО «Татнефть» и другие крупные компании. В СНП также входят специализированные научные институты и банки связанные с нефтегазовым комплексом.

## Критика
1 декабря 2008 года ФАС России направило предупреждение президенту СНП Генадию Шмалю, комментируя его следующим образом: «Поводом для предупреждения ФАС России стало заявление Шмаля в интервью „Российской газете“ о том, что снижение цен на бензин будет временным явлением, что „до конца декабря розничная цена на бензин может уменьшиться еще на рубль, а после нового года снова наберёт“». Подобные прогнозы были квалифицированы «как противоправные, поскольку они дают сигнал нефтяным компаниям к соответствующим коллективным действиям на рынке».